# Body Double
Body Double (Doble cuerpo en España, Doble de cuerpo en Argentina y México) es una película estadounidense de suspense 1984 dirigida por Brian De Palma y protagonizada por Craig Wasson, Melanie Griffith, Gregg Henry, Deborah Shelton, Guy Boyd y Dennis Franz. Fue galardonada con el NSFC en 1985 a la Mejor actriz secundaria, por Melanie Griffith.

## Sinopsis
Jake Scully (Craig Wasson) es un actor en apuros que ha perdido su papel de vampiro en una película de terror de bajo presupuesto, después de que su claustrofobia frustrara el rodaje. Después del trabajo regresa a casa y descubre que su novia lo engaña, se separan y se queda sin un lugar donde quedarse (la residencia le pertenece a ella). En una clase de actuación del método, conoce a Sam Bouchard (Gregg Henry), quien presta mucha atención a la revelación de Scully sobre sus miedos y la causa infantil de su claustrofobia. Van a un bar donde a Scully le ofrecen un lugar para quedarse; un rico amigo de Sam se ha ido de viaje a Europa y necesita un cuidador para su casa ultramoderna en Hollywood Hills.
Durante el recorrido por la casa con Scully, Sam está especialmente entusiasmado por mostrarle a Scully una característica: un telescopio, y a través de él una vecina, Gloria Revelle (Deborah Shelton), que baila eróticamente a una hora específica cada noche. Scully mira voyeurísticamente a Gloria cada noche, hasta que ve que ella está siendo abusada por un hombre. Al día siguiente la sigue cuando va de compras. Gloria llama a una persona desconocida. Scully también se da cuenta de un "indio" desfigurado, un hombre que había notado mirando a Gloria unos días antes. 
Scully la sigue a un motel junto al mar, donde aparentemente Gloria ha sido plantada por la persona que la iba a encontrar allí. En la playa, el indio le arrebata el bolso de repente y Scully lo persigue hacia un túnel cercano bajo la carretera, donde su claustrofobia le supera por lo que, el ladrón, consigue escapar. Gloria lo rescata, se besan impulsiva y apasionadamente antes de que ella se retire. Esa noche, Scully vuelve a mirar a través del telescopio cuando el indio regresa y entra en la casa de Gloria. Scully corre para salvarla, pero es atacado por el perro feroz de Gloria, entonces Gloria es asesinada por el indio con un enorme taladro de mano.
Scully alerta a la policía, que determina que fue un robo fallido. Sin embargo, el detective McLean (Guy Boyd) sospecha después de encontrar un par de bragas de Gloria en el bolsillo de Scully. Aunque McLean no lo arresta, pero le dice a Scully que su comportamiento voyerista y no alertar a la policía antes ayudaron a causar el asesinato de Gloria. Más tarde esa noche, sin poder dormir, Scully está mirando un canal de televisión pornográfico cuando se da cuenta de que la actriz Holly Body (Melanie Griffith) baila exactamente de la misma manera que lo hacía Gloria. Para conocer a Holly, finge ser un productor de cine porno que contrata estrellas para una nueva película.
Scully se entera por Holly, que Sam la contrató para hacerse pasar por Gloria cada noche, bailando en la ventana, sabiendo que Scully estaría observando y luego sería testigo del asesinato de la Gloria real. Ofendida por la sugerencia de que estaba involucrada en el asesinato, Holly sale corriendo de la casa. La recoge el indio que la golpea, deja inconsciente y huye. Scully los sigue hasta un acueducto donde el indio está cavando una tumba. Durante su pelea, Scully descubre que el indio es Sam con mucho maquillaje. Scully fue un chivo expiatorio que le proporcionó a Sam, que era el marido abusivo de Gloria, una coartada durante el asesinato. Scully es dominado y arrojado a la tumba donde nuevamente queda incapacitado por su claustrofobia. Sin embargo, supera su miedo y sale cuando Sam cae al acueducto y se ahoga.
Durante los créditos finales, se muestra que Scully ha sido contratado nuevamente para su papel de vampiro anterior mientras Holly lo observa, e inician una relación sentimental.

## Reparto
| Personaje             | Intérprete       | Doblaje - Los Ángeles, EE. UU. | Doblaje - España        |
| --------------------- | ---------------- | ------------------------------ | ----------------------- |
| Jake Scully           | Craig Wasson     | Arturo Mercado                 | Javier Dotu             |
| Sam Bouchard          | Gregg Henry      | Jorge García                   | Nacho Martínez          |
| Holly Body            | Melanie Griffith | Cynthia Alfonzo                | Elena De Maeztu         |
| Gloria Revelle        | Deborah Shelton  | Rocío Garcel                   | Amparo Valencia         |
| Detective Jim McLean  | Guy Boyd         | Juan Zadala                    | Juan Antonio Gálvez     |
| Rubin                 | Dennis Franz     | Roberto Alexander              | Roberto Cuenca Martínez |
| Profesor de actuación | David Haskell    | Juan Cuadra                    | ¿?                      |